# Papa John’s
Papa John’s — американская компания, работающая в сфере общественного питания. Третья крупнейшая сеть пиццерий в мире после Pizza Hut и Domino’s Pizza, на конец 2018 года сеть Papa John’s включала 5303 пиццерии, из них 645 были собственными, остальные работали по франчайзингу.

## История
Основатель компании, Джон Шнаттер, начал приготовление пиццы в марте 1984 года в баре своего отца в Джефферсонвилле, Индиана. За год объём производства достиг 4 тысяч пицц в неделю, и он открыл в расположенном по соседству здании пиццерию. В январе предприятие было зарегистрировано как Papa John’s и начало открывать новые рестораны, в том числе работающие по франчайзингу. В 1989 году штаб-квартира была перенесена в Луисвилл (штат Кентукки). Рядом со штаб-квартирой была построена фабрика по производству теста для всех ресторанов Papa John’s, что позволило компании быстро достичь успеха — обычно тесто готовят в самих пиццериях и поручает это трудоёмкое занятие начинающим, что сказывается на качестве. К 1990 году количество пиццерий достигло 200, а оборот компании — $15 млн. Росту сети Papa John’s в начале 1990-х годов способствовал сравнительно низкий первый взнос при открытии пиццерии по договору о франчайзинге, менее $100 тысяч (у конкурентов он достигал $1 млн), в 1992 году оборот уже достигал $50 млн. В июне 1993 года компания прошла первичное размещение акций. К 1998 году сеть компании включала более 1500 пиццерий и 9 фабрик по производству полуфабрикатов, в этом году были открыты первые рестораны за рубежом, в Мексике и Пуэрто-Рико. В конце 1990-х годов разгорелись пиццевые войны, в первую очередь с Пицца-Хат, компании обвиняли друг друга в ложных заявлениях в рекламе; в ходе судебной тяжбы, длившейся с 1998 по 2001 год Papa John’s удалось отстоять право использовать слоган Better Ingredients. Better Pizza (Лучше ингредиенты. Лучше пицца). В 1999 году была куплена британская сеть из 205 пиццерий Perfect Pizza Holdings, Ltd. (за $32,5 млн), в этом году с оборотом $1,42 млрд компания вышла на третье место среди американских компаний по продаже пиццы. В начале 2000-х годов рост компании замедлился, в 2003 году было открыто 103 ресторана, а закрыто 105; сокращая деятельность на перенасыщенных рынках, компания искала новые возможности на западе и северо-востоке США, а также на международной арене. В 2003 году была открыта первая пиццерия Papa John’s в КНР, в 2004 году — в России, Омане, Бахрейне, Перу и Тринидаде.
В начале 2018 года основатель компании передал пост главного исполнительного директора Стивену Ритчи, сохранив за собой пост председателя совета директоров, но, как оказалось, ненадолго. 27 июля 2018 года Джон Шнаттер был смещён с поста председателя совета директоров, его сменила Оливия Кёртли, ранее бывшая ведущим независимым членом совета директоров. Помимо этого, ему было запрещено появляться в штаб-квартире и владеть пакетом акций более 31 %. Поводом для смещения послужили заявления Шнаттера в интервью, которые были расценены как расистские, а также низкий уровень корпоративной культуры, описанный в ряде статей в американских СМИ.

## Деятельность
Основным регионом деятельности являются США, здесь находятся 3337 из 5303 пиццерий Papa John’s, в том числе все 645 находящихся в собственности компании. Наибольшее количество пиццерий в таких штатах: Техас (304), Флорида (288), Калифорния (195), Северная Каролина (180), Джорджия (171), Огайо (162), Виргиния (145), Индиана (135), Кентукки (112), Теннеси (112), Мэриленд (100). В других странах расположено около 2 тысяч ресторанов, все они работают по франчайзингу, в том числе: Великобритания (415), КНР (209), Россия (199), Канада (163), Республика Корея (149), Мексика (101), Чили (87), Ирландия (78), Испания (72), Турция (62), Египет (49), Колумбия (46), ОАЭ (45), Кувейт (41), Перу (41), Венесуэла (39), Узбекистан (17). Стандартный договор франчайзинга предусматривает разовый платёж в $25 тысяч при открытии ресторана и 5 % с выручки, заключается на 10 лет с правом продления ещё на 10 лет.
Подразделения компании (данные на 2018 год):
- собственные рестораны в США — оборот $692 млн;
- франчайзинг в США и Канаде — оборот $79 млн;
- снабжение в США и Канаде — полуфабрикаты для ресторанов, работающих по договору франчайзинга; оборот $610 млн;
- международный франчайзинг — оборот $110 млн;
- прочие доходы составляют $81 млн.

|                     | 2004  | 2005  | 2006  | 2007  | 2008  | 2009  | 2010  | 2011  | 2012  | 2013  | 2014  | 2015  | 2016  | 2017   | 2018   |
| ------------------- | ----- | ----- | ----- | ----- | ----- | ----- | ----- | ----- | ----- | ----- | ----- | ----- | ----- | ------ | ------ |
| Оборот              | 0,925 | 0,969 | 1,002 | 1,064 | 1,132 | 1,079 | 1,126 | 1,218 | 1,343 | 1,439 | 1,598 | 1,637 | 1,714 | 1,783  | 1,573  |
| Чистая прибыль      | 0,023 | 0,046 | 0,063 | 0,033 | 0,037 | 0,054 | 0,053 | 0,055 | 0,062 | 0,070 | 0,073 | 0,076 | 0,103 | 0,102  | 0,002  |
| Активы              | 0,374 | 0,351 | 0,380 | 0,402 | 0,386 | 0,396 | 0,417 | 0,390 | 0,438 | 0,464 | 0,505 | 0,494 | 0,513 | 0,556  | 0,571  |
| Собственный капитал | 0,139 | 0,161 | 0,146 | 0,127 | 0,130 | 0,173 | 0,196 | 0,206 | 0,182 | 0,138 | 0,099 | 0,042 | 0,010 | -0,106 | -0,302 |

## Papa Johns в России
- Первый ресторан Papa Johns в России открылся в 2003 году;
- По данным на 2020 год было открыто 218 ресторанов Papa Johns в России[15];
- Papa Johns занял 1 место среди российских франшиз в 2020 году, согласно рейтингу Forbes[16];
- В марте 2021 года сеть Papa Johns стала первой пиццерией в fast food индустрии России, которая запустила веганскую пиццу полностью состоящую из растительных продуктов[17][значимость факта?].